# ヤマハ・XV1700ロードスター
XV1700ロードスター（エックスブイせんななひゃくロードスター）は、ヤマハ発動機が製造販売しているクルーザー（アメリカン）タイプのオートバイのシリーズ車種。
本稿では「ロードスター」のサブネームを持つXV1700系モデルをシリーズ車種として解説する。

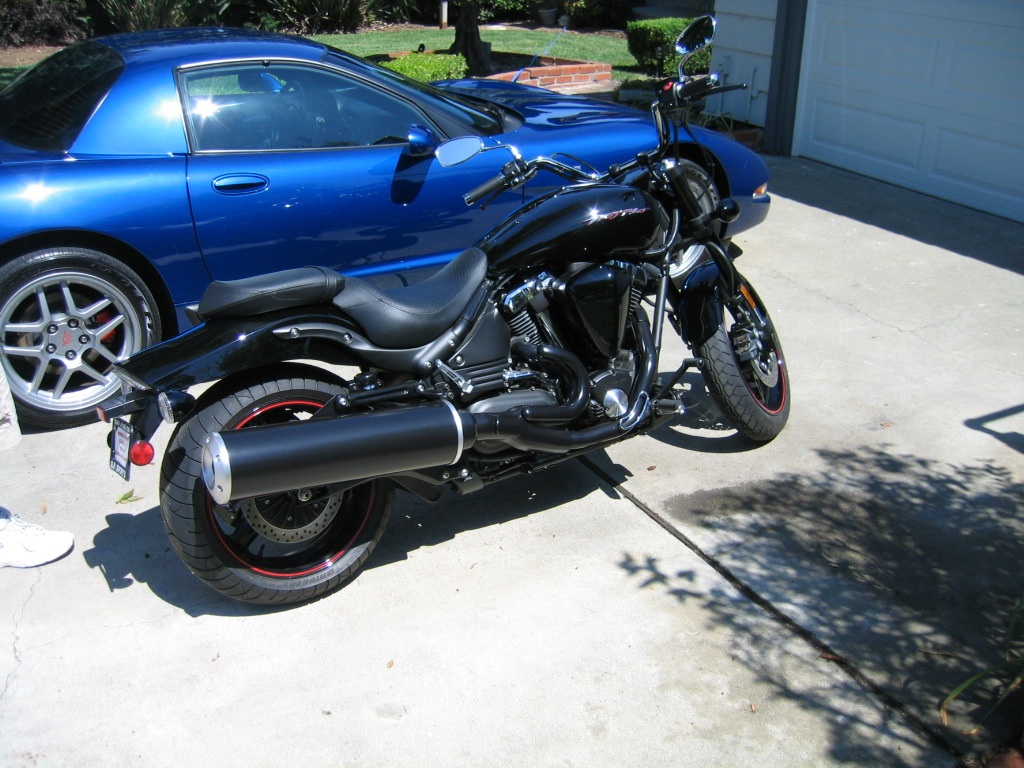
Yamaha Midnight Warrior

## 概要
XV1700ロードスターは、2014年までの段階においては、日本国外仕様モデル専用のラインナップである。
当初はXV1600系ロードスターシリーズの派生モデルとしてウォーリアが登場。後にロードスターの各モデルも1600系から順次1700系にラインナップを更新され、実質的に後継車種シリーズとなった。
他に1600系との差異は、標準モデルのロードスターのみに用意された「ミッドナイト」仕様が、シルバラードやウォーリアにもそれぞれ用意された。また2008年を境に、燃料供給装置が従来のキャブレターからインジェクションへ移行する業界全体的な趨勢の中で、インジェクション採用モデルの「S」仕様が追加されている。これらの点から、先代モデルに比べて多彩なラインナップを展開したことが特徴と言える。
なお、北米市場向けモデルについては、車種名に排気量ナンバーを含まない名称で販売された（この点は先代モデルの1600系でも同様である）。

## ウォーリア
XV1700ロードスターウォーリア（2002年モデル）は、最大排気量の新型車種として2002年に発売。ベースモデルのOHVエンジンを1,602ccから1,670ccまで排気量を拡大し、倒立式フロントフォークや集合式マフラーなどを装備。フロントステップはフットペグタイプを採用するなど、通常シリーズのロードスターよりもスポーティーなモデルとなっている。2006年モデルからは「XV1700ウォーリア」に名称変更された（ロードスターウォーリアとしては2005年モデルが最終型となる）。
また、同年には派生モデルとしてXV1700ミッドナイトウォーリア（2006年モデル）が登場。マフラーサイレンサー、エキゾーストパイプ、エアクリーナーカバー、ヘッドライトケース、ウインカーボディなど車体各部のパーツが徹底的にブラックアウトされ、キャストホイールのリム部分に赤いラインのアクセントカラーが外観上の大きな特徴となっている。
XV1700ウォーリアおよびXV1700ミッドナイトウォーリアは、2009年モデルがイヤーモデルとしての最終型となり、2012年までラインナップされた。
※以下に示す「年」は原則として「○○○○年モデル」（イヤーモデル）を指す。仕様変更なしでイヤーモデルが継続販売された場合は、具体的な時期を「段階」で特記。
- XV1700ロードスターウォーリア：2002年[1] - 2005年[3]
- XV1700PCウォーリア（ロードスターウォーリアの名称変更モデル）：2006年[2] - 2009年（※販売は2012年段階まで継続[5]）
  - XV1700PCミッドナイトウォーリア（ウォーリアの派生モデル）：2006年[4] - 2009年（※販売は2012年段階まで継続[6]）

## ロードスター
XV1700ロードスターは、車体構成は先代モデルのXV1600ロードスターと同様ながら、1,602ccから1,670ccまで排気量を拡大されたエンジンを搭載する。
2003年発売の2004年モデルより、ロードスター、ロードスターシルバラード、およびロードスターミッドナイトの3機種が、従来の1600系から1700系に更新された。
標準モデルのロードスターと、黒で統一した外装とキャストホイールを採用したロードスターミッドナイト、そしてウインドシールド、シーシーバー、サドルバッグ、ホワイトリボンタイヤなどを装備したツアラー仕様のロードスターシルバラードが初期ラインナップとなる。のちにサドルバッグの替わりにパニアケースとキャストホイールを採用したロードスターミッドナイトシルバラードがラインナップに追加。
2007年にはインジェクション仕様（2008年モデル）のロードスターSとロードスターシルバラードSが登場し、ラインナップを再編。ロードスターおよびロードスターSと、ロードスターシルバラードおよびロードスターシルバラードSとの、4機種がラインナップされる体制となった。ロードスターシルバラードSでは、パニアケースを採用するとともに、ホワイトリボンタイヤではなく標準タイヤにキャストホイールを採用する点が特徴となる。
※以下に示す「年」は原則として「○○○○年モデル」（イヤーモデル）を指す。仕様変更なしでイヤーモデルが継続販売された場合は、具体的な時期を「段階」で特記。
- XV1700Aロードスター：2004年 - 2009年（※販売は2012年段階まで継続[12]）
  - XV1700AMロードスターミッドナイト（キャストホイール仕様の派生モデル）
  - XV1700ASロードスターS（キャストホイール仕様の派生モデル）
- XV1700ATロードスターシルバラード（ツアラータイプの派生モデル）：2004年 - 2010年（※販売は2012年段階まで継続[13]）
  - XV1700ATMロードスターミッドナイトシルバラード（ツアラータイプの派生モデル）
  - XV1700ATSロードスターシルバラードS（ツアラータイプでキャストホイール仕様の派生モデル）